# مائورو سانتامبروجو
مائورو سانتامبروجو (ایتالیایی: Mauro Santambrogio؛ زادهٔ ۷ اکتبر ۱۹۸۴) دوچرخه‌سوار اهل ایتالیا است. وی در مسابقات تور دو فرانس و جیرو دیتالیا شرکت کرده است.